# مفصل
مَفصَل یا بَندگاه، (از واژه بندگاه بیشتر در جاهای کوچک مثل انگشت استفاده میشود)محل و همچنین وسیله اتصال استخوان با یک یا چند استخوان است.  مفصل مجموعه‌ای از عناصر تشریحی است که دو یا چند استخوان مجاور را باهم متصل می‌سازد و برای حرکت و پشتیبانی استخوان‌ها ساخته شده‌است. گاه به این مجموعه عناصر، دستگاه مفصلی (به انگلیسی: Articular system) هم گفته می‌شود. مفاصل بر اساس عملکرد و ساختار تقسیم‌بندی می‌شوند.
تمام حرکاتی که توسط انسان صورت می‌گیرد بدون وجود بندگاه‌ها انجام‌پذیر نیست. مفصل قسمت مهمی از بدن است و اصول بسیار دقیقی در ساختار مفصل به کار رفته‌است تا توانایی حرکت برای انسان بوجود بیاید. توانایی یک دونده استقامت به هنگام دویدن‌های طولانی، توانایی یک بازیکن هندبال به هنگام پاس و شوت یا توانایی یک وزنه‌بردار به هنگام بالا بردن وزنه سنگین، و نیز انجام تمام حرکات ورزشی به دلیل ارتباط محکم بین استخوان‌ها و وضعیت عالی قرار گرفتن ساختار مفصلی و خصوصیات آن‌ها می‌باشد.
به‌طور کلی می‌توان بندگاه‌ها را به سه دسته تقسیم کرد: دسته اول مفصل‌هایی که حرکت زیاد دارند، یعنی دو استخوان می‌توانند در محل اتصال تحرک زیادی داشته باشند، مانند: مفصل آرنج، زانو، مچ دست‌ها، و پاها، دسته دوم مفصل‌هایی که استخوان‌های جمجمه، و پا حرکت بسیار مختصری دارند، مانند: مفصل‌های بین مهره‌ها، ساختمان این دو نوع مفصل با یکدیگر فرق دارد.
تعداد مفاصل بستگی به این دارد که آیا استخوان‌های کُنجدی (سزاموئیدها) هم در آن‌ها گنجانده شده‌اند یا نه، و همچنین بستگی دارد به سن انسان و تعریف مفصل. با این حال، تعداد استخوان‌های کنجدی در اکثر افراد یکسان است و تغییرات آن نادر است. اگر تنها مفاصل عمدتاً از نظر ساختاری و استخوان‌های مفصلی تعیین می‌شود. در عمل، همپوشانی قابل 

## دسته‌بندی ساختاری
این دسته‌بندی بر پایه گونه بافت پیونددهنده‌ای انجام می‌شود که استخوان‌ها را به هم پیوند می‌دهد. در دسته‌بندی ساختاری سه گونه مفصل شناخته می‌شود:
- مفصل رشته‌ای (لیفی)، که با بافت همبند معمولی متراکمی که الیاف کولاژن زیادی دارد پیوند یافته‌اند. مانند درز بین استخوان‌های جمجمه.[۴]
- مفصل غضروفی، که با غضروف به هم پیوسته‌اند.
- مفصل زلاله‌ای (سینوویال)، که مستقیماً پیوند ندارند. این مفصلها دارای حرکت بوده و از این رو فاصله اندکی بین دو استخوان موجود می‌باشد که فضایی به نام حفره مفصلی را تشکیل می‌دهد. این حفره با مایع لغزنده و چسبناکی به نام مایع زلاله‌ای پرشده است.

## دسته‌بندی حرکتی
مفصل‌ها را هم‌چنین می‌توان بر پایه میزان آزادی حرکت آن‌ها دسته‌بندی کرد:
- مفاصل غیرمتحرک (ناجُنب، synarthrosis): حرکت کم یا بدون حرکت هستند. بیشتر مفاصل رشته‌ای غیرمتحرک هستند. (مثل جمجمه)
- مفاصل نیمه‌متحرک (نیمه‌جنب، amphiarthrosis): حرکت کمی میسر است. بیشتر مفاصل غضروفی در این دسته‌اند. (مثل مهره‌ها)
- مفاصل متحرک (جنبنده، diarthrosis): حرکات گوناگون میسر است. همه مفاصل متحرک، زلاله‌ای (سینوویال) هستند.

## دسته‌بندی محوری

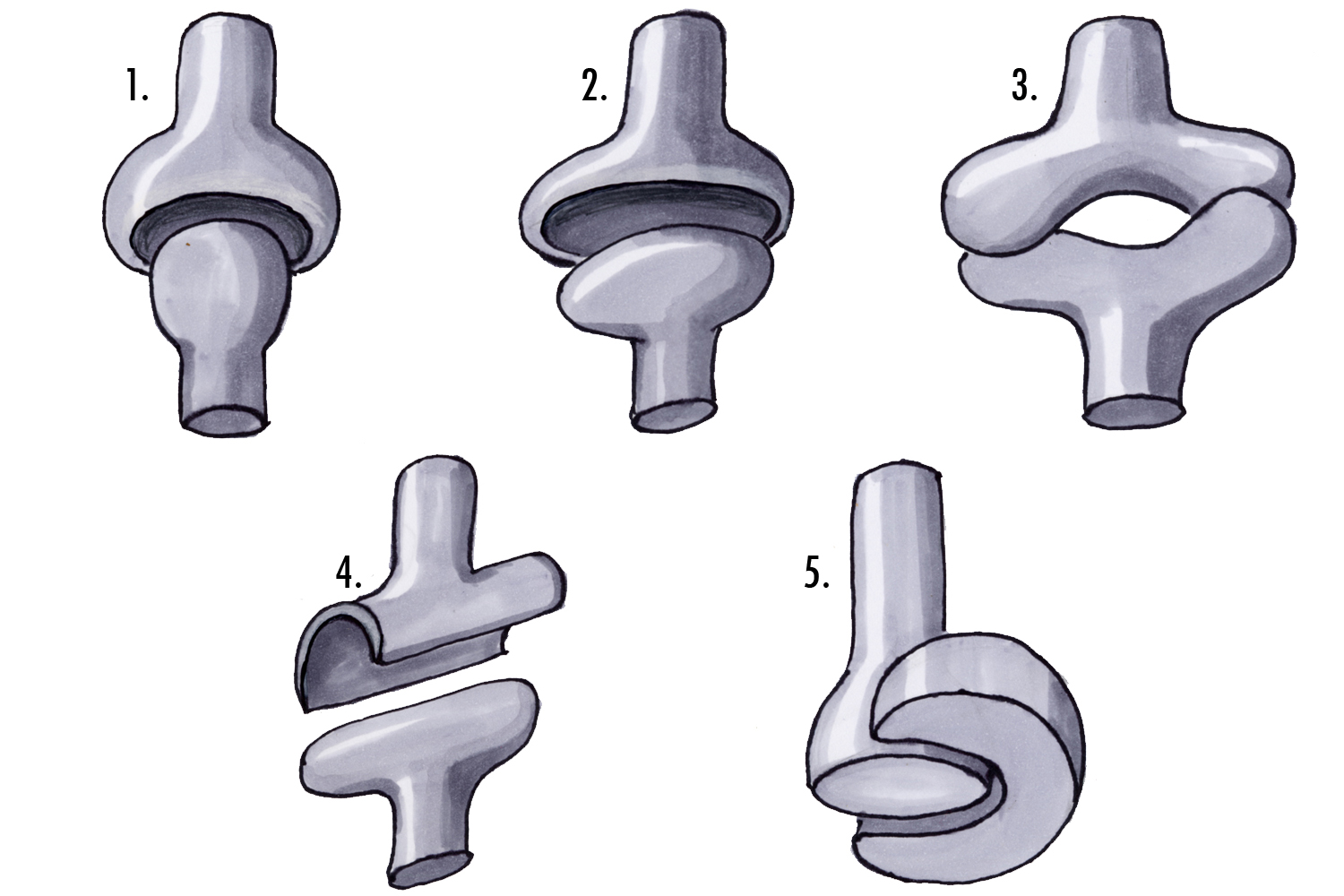
گونه‌های مفصل در بدن: ۱-توپی ۲-لقمه‌ای ۳-زینی ۴-لولایی ۵-پاشنه‌ای

مفاصل زلاله‌ای (بندگاه‌های آزادجُنب) را به نوبه خود بنا بر نوع محور حرکت به چهار گونه دسته‌بندی می‌کنند. این حرکات بر حسب شکل سطوح مفصلی است که به مفصل اجازه می‌دهد دور یک آسه (محور) یا دو آسه یا چند آسه لغزش یا حرکت نمایند. گونه‌های مفصل در این تقسیم‌بندی عبارتند از:
۱ - یک‌آسه‌ای (لولایی •  پاشنه‌ای). ۲ - دوآسه‌ای (لقمه‌ای •  زینی) و ۳- چندآسه‌ای (توپی) ۴ - لغزنده یا مسطح.
شرح بیشتر:
۱- مفصل‌های یک‌آسه‌ای: در این مفصلها حرکت دور یک آسه انجام می‌گیرد این آسه ممکن است به صورت عرضی باشد. حرکت عمده در این مفصل‌ها خم شدن و بازشدن می‌باشد. مانند مفصل آرنج
در حالت دیگر آسه به صورت طولی است که نمونه آن در مفصل‌های چرخشی دیده می‌شود مانند مفصل اطلسی آسه‌ای.
۲- مفصل‌های دوآسه‌ای: در این مفصل‌ها حرکت در دو آسه انجام می‌گیرد که این دو آسه به صورت افقی و عمود برهم می‌باشند. در این مفاصل علاوه بر حرکتهای خم شدن و بازشدن حرکتهای دور شدن و نزدیک شدن به بدن نیز دیده می‌شود، ولی حرکت چرخش آسه‌ای وجود ندارد.
نمونه این مفصل‌ها یکی مفصل لقمه‌ای (کندیلار) می‌باشد که در آن یک سطح کروی (کوژ) یا لقمه در یک گودی بیضی‌شکل (کاو) قرار می‌گیرد. این مفصل‌ها با وجود اینکه کم و بیش شبیه به نمونه دوم مفصلهای لولائی هستند ولی حرکت بیشتری را اجازه می‌دهند. مانند مفصل زانو.
در این مفصل‌ها سطح‌های مفصلی متقابلاً در دو جهت کاو و کوژ می‌باشند مانند مفصل‌های زینی (مفصل مچ دستی و قلمی شست در انسان).
نمونه سوم، مفصلهای بیضی شکل هستند که لبه مفصل بیضی شکل است مانند مفصل پیش بازویی مچ دستی که در آن مفصلی در یک جهت طویلتر از جهت دیگر بوده و عمود می‌باشند.
۳- مفصل‌های چندآسه‌ای:
در این مفصل‌ها حرکت دور چند آسه انجام می‌گیرد یعنی علاوه بر حرکت‌های خم شدن و بازشدن و نزدیک شدن و دور شدن حرکت چرخشی آسه نیز وجود دارد.
نمونه آن مفصل‌های توپی هستند که در آن یک سطح کروی شکل در داخل گودی استخوان دیگر حرکت نمی‌کند. مانند مفصل ران یا شانه.
۴- مفصل‌های لغزنده (مسطح یا صاف):
در این مفصل‌ها سطوح مفصلی متقابل تقریباً مسطح می‌باشند. حرکت در این مفصلها به صورت لغزیدن یا سریدن یک سطح روی سطح دیگر انجام می‌گیرد. حرکت این مفصل‌ها اغلب بعلت وجود پوشینه تنگ مفصلی یا رباط‌ها یا زائده‌های مختلف محدود می‌باشند. این نوع مفصل را در مفصل بین استخوانچه‌های مچ دست یا بین زائده‌های مفصلی مهره‌ها می‌توان دید.

## آسیب‌شناسی مفاصل
ورم مفصلی (آرتریت) و آسیب‌های فیزیکی عامل صدمه مفصل هستند. ورم مفصلی علت اولیه ناتوانی حرکتی در سنین بالای ۵۵ سال است.
- مقاله اصلی ورم مفصلی